# Ha en Shrektigt god jul
Ha en Shrektigt god jul (Shrek the Halls) är en amerikansk tecknad kortfilm från 2007 som handlar om träsktrollet Shreks första jul.

## Handling
Shrek och Fiona har fått barn och Åsnan påminner Shrek om att det snart är jul. Shrek, som aldrig firat jul, bryr sig inte - inte innan han inser att julen verkar viktig för Fiona. Han rusar då till staden för att köpa en bok om hur man firar jul, och förbereder för en lugn familjejul - för honom, Fiona och de tre barnen. Det visar sig dock att Åsnan tolkat begreppet "familjejul" annorlunda och dyker upp med sin drake, sina barn, Mästerkatten i stövlar och hela kompisgänget. Det blir en stökigare jul än vad Shrek tänkt och han blir arg och ber alla att försvinna därifrån. Fiona och barnen lämnar honom för att be gänget om ursäkt. Shrek ångrar sitt utbrott och hinner ikapp Fiona och de andra för att be om ursäkt och förklarar för dem att det gången han firar jul med. De godtar hans ursäkt och hans inbjudan att fortsätta fira hemma hos honom.

## Om filmen
Filmen gjordes för amerikansk TV. I Sverige hade filmen premiär den 22 december 2007 och har sen dess visats på TV vid några tillfällen och finns även utgiven på DVD med både svenskt tal och svensk text.

## Röster (originalversion, i urval)
- Mike Myers - Shrek
- Eddie Murphy - Åsnan
- Cameron Diaz - Fiona
- Antonio Banderas - Mästerkatten
- Conrad Vernon - Pepparkaksgubbe

## Röster (svensk version, i urval)
- Samuel Fröler - Shrek
- Jonas Malmsjö - Åsnan
- Helena af Sandeberg - Fiona
- Rafael Edholm - Mästerkatten
- Anders Öjebo - Pepparkaksgubbe